# W tym mieście nie ma złodziei
W tym mieście nie ma złodziei (hiszp. Los funerales de la Mamá Grande) – zbiór ośmiu opowiadań kolumbijskiego pisarza Gabriela Garcii Marqueza, napisanych pomiędzy 1953 a 1960 rokiem w Kolumbii, Meksyku, Anglii oraz Wenezueli. Wydany po raz pierwszy w 1962 roku przez Universidad Veracruzana.

## Kontekst i struktura
Opowiadania tworzące zbiór W tym mieście nie ma złodziei zostały napisane przez Gabriela Garcię Marqueza w latach 1953-1960. Za najstarsze z nich uznaje się Dzień po sobocie, które w 1954 roku uzyskało pierwszą nagrodę w wysokości trzech tysięcy pesos w krajowym konkursie na opowiadanie zorganizowanym pod patronatem Kolumbijskiego Związku Pisarzy i Artystów. Co ważniejsze, wygrana w konkursie obejmowała także oficjalną publikację opowiadania, które ukazało się jeszcze w tym samym roku w książce Tres cuentos colombianos (pol. Trzy opowiadania kolumbijskie) wydanej nakładem bogotańskiego wydawnictwa Minerva. W 1958 roku, za namową swojego przyjaciela, Plinio Apuleyo Mendozy, Gabriel García Márquez postanowił wziąć udział w kolejnym konkursie na opowiadanie organizowanym tym razem przez gazetę El Nacional. Napisane na tę okoliczność Wtorkowe popołudnie nie otrzymało jednak żadnej nagrody, co spotkało się z zaskoczeniem samego autora, który uważał je za najlepsze opowiadanie, jakie kiedykolwiek napisał. Pozostałe utwory powstawały z myślą o zbiorze i nie ukazały się aż do jego oficjalnej publikacji w 1962 roku.
W tym mieście nie ma złodziei jest pierwszym i zarazem jedynym z czterech tomów opowiadań, w którym Gabriel García Márquez powraca do Macondo – fikcyjnego miasteczka przedstawionego po raz pierwszy w wydanej w 1955 roku Szarańczy. Chociaż zbiór składa się z ośmiu niezależnych od siebie historii, w wielu z nich można dostrzec odwołania do innych opowiadań czy postaci: wspomniana we Wtorkowym popołudniu Rebeka Buendía pojawia się również w Dniu po sobocie; Mama Grande, bohaterka ostatniego i najdłuższego opowiadania ze zbioru, powraca jako duch we Wdowie Montiel nawiązującej do Cudownego wieczoru Baltazara. Wspomniani zostają także ksiądz Antonio Isabel czy bracia José Arcadio i Aureliano Buendía – jedne z głównych postaci najsłynniejszej powieści pisarza Sto lat samotności. Ponadto, wiele wątków, jak i postaci ze zbioru W tym mieście nie ma złodziei znajduje swoje rozwinięcie w późniejszych, bardziej znanych dziełach, takich jak Nie ma kto pisać do pułkownika czy Zła godzina.
W zbiorze można znaleźć również charakterystyczne dla wielu powieści pisarza, elementy realizmu magicznego. Macondo oraz jego mieszkańcy powracają w niezwykłych historiach, w których rzeczywistość przeplata się z fantazją, a logika rządzi się własnymi prawami. Spadające z nieba, martwe ptaki; ksiądz widzący diabła oraz Żyda Wiecznego Tułacza; duch dawnej matrony zwiastujący śmierć, a także ekstrawagancki pogrzeb, na który przybywa sam Ojciec Święty, to tylko jedne z wielu nieprawdopodobnych epizodów, które Gabriel García Márquez przedstawia w swoich opowiadaniach.

## Treść opowiadań
Wtorkowe popołudnie (hiszp. La siesta del martes)
Pewnego wtorkowego popołudnia na opustoszałych ulicach Macondo pojawiają się odziane w żałobną czerń, dwie postaci – matka i córka – pragnące złożyć wiązankę kwiatów na grobie Carlosa Centeno, śmiertelnie postrzelonego podczas próby włamania do posiadłości Rebeki Buendii.
Dzień jak inne (Un día de estos)
Do Aurelio Escovara, miejscowego dentysty, zgłasza się alkad z prośbą o wyrwanie zęba. Kiedy Escovar odmawia, alkad grozi mu śmiercią. Nie mając wyboru, dentysta postanawia wyrwać ząb, jednak pod pretekstem powstałego ropnia wykonuje zabieg bez znieczulenia: – A to za dwudziestu zabitych, poruczniku.
W tym mieście nie ma złodziei (En este pueblo no hay ladrones)
Niezamożne małżeństwo, Damaso i Anna, oczekują narodzin swojego pierwszego dziecka. Aby zdobyć choć trochę pieniędzy, Damaso postanawia obrabować salę bilardową. Ku jego rozgoryczeniu, w szufladzie znajduje zaledwie 25 centów, wobec czego decyduje się na kradzież trzech kul bilardowych. Następnego dnia w miasteczku wybucha skandal – okazuje się, że oprócz kul bilardowych skradziono również 200 pesos. Niedługo później policja obarcza winą czarnoskórego mężczyznę. Pomimo wyrzutów sumienia, Damaso nie zamierza wyznać prawdy, jednak za namową Anny decyduje się oddać bile, jak tyle nadarzy się ku temu dobra okazja. Po dwóch miesiącach od napadu wślizguje się pod osłoną nocy do sali bilardowej gotów odłożyć skradzione kule, lecz zostaje przyłapany przez właściciela sali, don Roque. Przerażony Damaso przyznaje się do winy, jednak stanowczo wypiera się kradzieży 200 pesos.
Cudowny wieczór Baltazara (La prodigiosa tarde de Baltazar)
Zajmujący się od najmłodszych lat konstruowaniem rozmaitych klatek, Baltazar kończy właśnie pracę nad kolejną z nich, okrzykniętą przez wielu mianem „najpiękniejszej klatki świata”. Zachwyca się nią również doktor Octavio Giraldo, który pragnie zakupić ją dla swojej żony – jak się jednak okazuje – klatka nie jest na sprzedaż. Została zamówiona dla Pepe, syna don José Montiela, jednego z najbogatszych i zarazem najbardziej wpływowych ludzi w miasteczku. Ku zaskoczeniu Baltazara, don José nie zamierza zapłacić za klatkę, którą syn zamówił bez jego zgody i nakazuje ją oddać. Poruszony rozpaczą małego Pepe, Baltazar decyduje się podarować mu klatkę, której wartość oszacowano nawet na 60 pesos. Gest mężczyzny rozwściecza Montiela i wywołuje niemałą sprzeczkę. W drodze do domu, Baltazar wstępuje do salonu bilardowego, gdzie witany jest owacjami przez mieszkańców, przekonanych, że udało mu się sprzedać klatkę skąpemu don José Montielowi. Odurzony alkoholem wydaje wszystkie pieniądze, a kiedy huczna zabawa dobiega końca, zasypia na ulicy, gdzie chwilę później zostaje okradziony.
Wdowa Montiel (La viuda de Montiel)
Kiedy umiera don José Montiel, jego żona, Adelajda, musi zmierzyć się z nieznaną jej do tej pory rzeczywistością. Pogrążona w żalu, opuszczona przez dzieci oraz zapomniana przez rzekomych przyjaciół, wdowa postanawia zamknąć się już na zawsze w domu i tam też poczekać na śmierć. Na domiar złego, dawny, wierny pracownik rodziny, señor Carmichael, oznajmia jej, że została zrujnowana. Mając za jedyny kontakt ze światem listy od córek, Adelajda spędza miesiące na wspominaniu swojego zmarłego męża. Parę lat później, ukąszonej przez nieznanego owada wdowie ukazuje się we śnie Mama Grande, dawna matrona Macondo, która oznajmia jej, że umrze, jak tylko straci czucie w całej ręce.
Dzień po sobocie (Un día después del sábado)
W pewien upalny, lipcowy poranek, Rebeka Buendía odkrywa, że podziurawiono jej wszystkie siatki w oknach. Przekonana, że jest to sprawka chłopaków z sąsiedztwa, udaje się ze skargą do alkada, który przekazuje jej szokujące wieści – siatki zostały podziurawione przez ptaki, które chwilę później umierają w mieszkaniach. Masowa śmierć ptaków nie tylko wstrząsa lokalną społecznością, lecz przede wszystkim nie znajduje żadnego logicznego wyjaśnienia, wobec czego będący już u kresu życia ksiądz Antonio Isabel przypisuje to niezwykłe zjawisko działaniom diabła.
Sztuczne róże (Rosas artificiales)
Jest pierwszy piątek miesiąca. Mina ma za złe swojej niewidomej babce, że uprała jej rękawy sukienki, bez których nie będzie mogła uczestniczyć we mszy świętej. Ostatecznie decyduje się przypiąć wilgotne jeszcze rękawy i pójść do komunii, jednak ku zaskoczeniu wszystkich wraca po niespełna kwadransie, tłumacząc, że nie może iść na mszę w mokrym i nieuprasowanym ubraniu. Niedługo później idzie do ustępu, gdzie wyrzuca listy przechowywane do tej pory w szkatułce. Po powrocie postanawia zająć się wykańczaniem stu pięćdziesięciu tuzinów sztucznych róż, które zobowiązała się dostarczyć do Wielkanocy. W pracy nad nimi pomaga jej przyjaciółka, Trinidad, której Mina wyznaję, co ją trapi – Poszedł – powiedziała. Dziwne zachowanie Miny nie pozostaje „niezauważone” przez babkę, która postanawia podzielić się z wnuczką swoimi przypuszczeniami.
Śmierć i pogrzeb Mamy Grande (Los funerales de la Mamá Grande)
Po czternastu tygodniach agonalnego delirium umiera 92-letnia matrona Macondo, María del Rosario Castañeda y Montero, znana jako Mama Grande. Na największy i zarazem najbardziej ekstrawagancki pogrzeb, jaki kiedykolwiek miał miejsce w miasteczku, zjeżdżają się tłumy – od muzykantów, przemytników, prostytutek, czarownic i plantatorów bananów, po prezydenta republiki i samego Ojca Świętego. Nikt nie pozostaje obojętny na śmierć najbogatszej i najpotężniejszej matrony na świecie. Jak się jednak okazuje, nie wszystkich przepełnia żal. Wykorzystując nadarzającą się okazję, krewni, protegowani, a nawet i służba Mamy Grande zaczynają rozmontowywać i plądrować dom, starając się wynieść wszelkie możliwe dobra. Zmianie ulega też samo miasteczko; wyzwolone spod władzy matrony, zaczyna cieszyć się długo wyczekiwaną wolnością i sprawiedliwością. Wszystko wskazuje na to, że wraz ze śmiercią potężnej Mamy Grande nastaje początek nowej epoki.

## Główne motywy

### Śmierć
W wielu opowiadaniach śmierć jest dominującym motywem, nadającym również początek historii. We wtorkowym popołudniu gwałtowna śmierć Carlosa Centeno jest powodem, dla którego matka i córka rozpoczynają samotną podróż do miasteczka. We Wdowie Montiel przedstawione zostaje samotne i pełne goryczy życie Adelajdy Montiel, będące konsekwencją nagłej śmierci męża, zaś śmierć Mamy Grande nie tylko daje początek przygotowaniom największemu pogrzebowi, ale przede wszystkim jest przyczyną następujących w miasteczku zmian. W opowiadaniach Gabriela Garcii Marqueza śmierć rodzi nieszczęście, ból, osamotnienie, a nawet chęć zemsty. Postaci wielokrotnie zmagają się z konsekwencjami czynów swoich bliskich i zmuszeni są do stawienia czoła ponurej rzeczywistości. Ponownie śmierć zostaje przedstawiona jako naturalna i nierozłączna część życia ludzkiego; niekiedy zacierają się również granice między dwoma światami – umarli objawiają się żywym, zaś sama ich obecność nie jest już niczym nadzwyczajnym.

### Samotność
Tak jak w przypadku powieści pisarza, tak i w jego opowiadaniach samotność jest jednym z najczęściej występujących motywów. W tym mieście nie ma złodziei dominuje przytłaczająca i ponura atmosfera; tętniące życiem w Stu latach samotności Macondo zmienia się w niemal opuszczone i zapomniane miasteczko. Wiele postaci zmaga się z problemami życia codziennego oraz stratami, które potęgują ich osamotnienie. Owdowiałe Rebeka Buendía oraz Adelajda Montiel tracą sens życia i coraz bardziej oddalają się od otaczającej ich rzeczywistości, aby chroniąc się w zaciszu swoich domostw, poczekać samotnie na śmierć. Matka i siostra złodzieja podróżują samotnie, aby wśród zgiełku i tłumu móc złożyć kwiaty na grobie. Nawet doznająca zawodu miłosnego, Mina odsuwa się od rodziny i poświęca się tworzeniu sztucznych kwiatów. Samotność zdaje się być pisana mieszkańcom miasteczka.

### Przemoc
Postaci doświadczają różnego rodzaju cierpienia i przemocy, co jest równie ściśle powiązane z nierównością społeczną. Aurelio Escovar wyrywa bez znieczulenia ząb alkada, mszcząc się w ten sposób za dwudziestu poległych; policja atakuje, po czym aresztuje czarnoskórego mężczyznę, przypisując mu kradzież bil oraz 200 pesos; José Montiel znieważa Baltazara za podarowanie Pepe klatki bez jego uprzedniej zgody. Niekiedy dopiero śmierć kładzie kres przemocy oraz nadmiernemu wykorzystywaniu władzy, tak jak ma to miejsce w przypadku postaci José Montiela czy Mamy Grande.

### Nierówność społeczna
We wszystkich ośmiu opowiadaniach zostaje silnie zaakcentowany podział na biednych i bogatych. Kontrast między jedną a drugą warstwą społeczną jest szczególnie zauważalny w  takich opowiadaniach jak Cudowny wieczór Baltazara, Wdowa Montiel czy Śmierć i pogrzeb Mamy Grande. Z jednej strony wpływowa rodzina Montiel, potężna matrona Macondo oraz szanowany doktor, którzy przekładają pieniądze nad wszelkie wartości; z drugiej, zwyczajni mieszkańcy miasteczka, dla których niekiedy każdy dzień jest wyzwaniem. Status postaci podkreślają również nadane im tytuły "don" czy "doktor", jak również sposób ubierania się lub wysławiania. Pogarda oraz wyższość z jaką bogaci odnoszą się do biednych jest też wielokrotnie przyczyną rodzącej się nienawiści, a niekiedy czasem i upadku postaci.

## Polskie wydania i tłumaczenia
Za polski przekład zbioru odpowiada Zofia Chądzyńska, tłumaczka dzieł m.in. Julio Cortazara czy Jorge Luisa Borgesa.
W oryginalnym wydaniu książka nosi tytuł opowiadania zamykającego zbiór – Los funerales de la Mamá Grande (pol. Śmierć i pogrzeb Mamy Grande). W wydaniu polskim tytułowym opowiadaniem jest jednak W tym mieście nie ma złodziei. Na podobną zmianę zdecydowano się również przy publikacji kolejnego zbioru pisarza. Ukazujący się bowiem w 1976 roku Dialog lustra zawdzięcza tytuł piątemu opowiadaniu ze spisu, podczas gdy w wydaniu oryginalnym to szóste opowiadanie Ojos de perro azul (pol. Oczy niebieskiego psa) jest tym, które nadaje tytuł całości.
W 1975 roku na rynku zagranicznym ukazały się Todos los cuentos: 1947-1972 (pol. Opowiadania), które obejmowały wydane dotychczas trzy tomy pisarza: Niewiarygodna i smutna historia niewinnej Erendiry i jej niegodziwej babki, W tym mieście nie ma złodziei, a także Dialog lustra poszerzony o trzy opowiadania: Tubal-Kain wykuwa gwiazdę, Nataniel składa wizytę i Mężczyzna przychodzi w deszczu. Pierwsze polskie wydanie Opowiadań ukazało się dopiero w 1998 roku nakładem wydawnictwa Muza SA.

## Adaptacje
Pod koniec 1964 roku, nieznany szerszej publiczności meksykański reżyser, Alberto Isaac, postanowił przenieść na wielki ekran opowiadanie W tym mieście nie ma złodziei. Film ukazał się 1965 roku pod tym samym tytułem, a udział w nim wzięli m.in. Luis Buñuel, Leonora Carrington, Juan Rulfo oraz sam Gabriel García Márquez, odgrywający niewielką rolę kolektora biletów.
W 1979 roku adaptacji doczekało się również opowiadanie Wdowa Montiel. Za reżyserię odpowiadał Chilijczyk Miguel Littin, natomiast główną rolę powierzono Geraldine Chaplin. W 1980 roku film został wyświetlony na 30. MFF w Berlinie; obraz otrzymał nagrodę na najlepszy film pełnometrażowy na 6. Festiwalu Kina Iberoamerykańskiego w Huelvie.

## Ciekawostki
21 listopada 2012 roku w londyńskim domu aukcyjnym Christie's, wystawiono na sprzedaż oryginalny maszynopis opowiadania W tym mieście nie ma złodziei z naniesionymi odręcznie poprawkami oraz adnotacjami Gabriela Garcii Marqueza. Był to pierwszy oryginalny tekst pisarza wystawiony na międzynarodowej aukcji wraz z innymi rękopisami, takimi jak list Simona Bolivara czy Kwartet smyczkowy C-dur, op. 59 nr 3 Ludwiga van Beethovena. Wartość 33-stronicowego maszynopisu zawierającego również poprawioną część Złej godziny oszacowano pomiędzy 50 000 a 80 000 funtów, jednak opowiadanie nie znalazło nabywcy.